# Liv Lisa Fries
Liv Lisa Fries (ur. 31 października 1990 w Berlinie) – niemiecka aktorka filmowa i telewizyjna. Zagrała główną rolę Charlotty Ritter w serialu telewizyjnym Babilon Berlin (2017).

## Życiorys
Zadebiutowała w 2006 roku u boku Götz George. Jej pierwsza rola w filmie Cząstki elementarne (2006) została wycięta.
Fries studiowała w ramach wymiany studenckiej w Pekinie. Poza swoim ojczystym językiem niemieckim posługuje się także j. angielskim i j. mandaryńskim. Zaczęła studiować filozofię i literaturę, lecz przerwała studia z powodu rozwijającej się kariery.

## Filmografia
- 2013: Und morgen Mittag bin ich tot – główna rola
- 2017: Babilon Berlin (Babylon Berlin) – serial TV

## Odznaczenia
- Berliński Order Zasługi (2021)[7]